# GEKE T 08
Der Triebwagen GEKE T 08 wurde für den Betrieb bei der Greußen-Ebeleben-Keulaer Eisenbahn (GEKE) beschafft. Ursprünglich war das Fahrzeug mit einer Zweimaschinenanlage und der hohen Motorleistung von 190 PS ausgerüstet. Der Triebwagen war mit einem Achsstand von 7.000 mm der größte, der von der WUMAG an die  Kleinbahnabteilung des Provinzialverbandes Sachsen geliefert wurde. Er war außerdem auf der Bahnstrecke Ebeleben–Mühlhausen eingesetzt. Nach 1947 wurde der Triebwagen von der Deutschen Reichsbahn übernommen und als VT 135 517 bezeichnet. Seit 1950 war der Triebwagen Stammfahrzeug in Nordhausen. Abgestellt wurde er 1967. Formell erhielt er die EDV-Bezeichnung 186 011-3. 1970 wurde das Fahrzeug ausgemustert und ist heute nicht mehr vorhanden.

## Geschichte
Anfang der 1930er Jahre stand die Greußen-Ebeleben-Keulaer Eisenbahn vor wirtschaftlichen Problemen, die sie zur Beschaffung von Triebwagen für den Personenverkehr zwang.
Daher wurde von der WUMAG ein Triebwagen mit starker Antriebsleistung beschafft, die die Beförderung von Güterwagen auf den Einsatzstrecken ermöglichte. Talwärts wurde der Viehtransport auf der Strecke durchgeführt.
1947 wurde das Fahrzeug von der Deutschen Reichsbahn übernommen und als VT 135 517 bezeichnet. Eingesetzt war es ständig in Nordhausen. Zeitgleich wurden mit dem VT 135 518 und dem VT 135 519 zwei weitere Fahrzeuge nach Nordhausen versetzt, mit denen auf den angrenzenden Strecken mit je einem Beiwagen der Reiseverkehr ausgeführt wurde. Zwei Fahrzeuge waren dabei Stammfahrzeuge und eines Reserve. Der VT 135 517 bekam 1960 eine neue Antriebsanlage mit einer Leistung von 100 PS. 1967 wurde der Triebwagen abgestellt und 1970 ausgemustert. Formell hatte er noch die EDV-Bezeichnung 186 011-3 erhalten.

## Konstruktive Merkmale
Der Triebwagen gehörte zu einer Serie von Fahrzeugen für die Kleinbahnabteilung des Provinzialverbandes Sachsen, von denen die Waggon- und Maschinenbau Görlitz (WUMAG) in Görlitz schon 1933 die Konstruktion erstellt hatte. Dieses Fahrzeug kann als eines der ersten auf den provinzialsächsischen Strecken bezeichnet werden und war ähnlich dem T1 der Kleinbahn Heudeber-Mattierzoll, der ab 1940 die Bezeichnung T 28 trug und 1944 durch Brand vernichtet wurde, nur von den Abmaßen größer.
Das Untergestell und das Kastengerippe, das außen mit 1,5 mm starkem Blech verkleidet war, bestanden aus elektrisch verschweißten Baustahlprofilen. Konstruiert waren die Fahrzeuge als Solofahrzeuge. Dafür besaßen sie anfangs keine Zug- und Stoßeinrichtung. Für den Beiwagenbetrieb wurden sie später mit leichten Zug- und Stoßeinrichtungen versehen. Einige Fahrzeuge wie der Mühlhausen-Ebelebener Eisenbahn T 08 erhielten schon von Werk an die Zug- und Stoßeinrichtung auf Grund ihrer zugedachten Aufgabenstellung. Als Bremse besaß er eine einlösige Bremse der Bauart Knorr, die für einen Beiwagenbetrieb vorgesehen war. Gebremst wurden die Achsen nur einseitig. Gesandet wurde die Antriebsachse. Die Inneneinrichtung unterteilte sich in das Fahrgastabteil und die beiden Führerstände. Sie waren durch Trennwände und Drehtüren voneinander getrennt. Der Fußboden bestand aus Kiefernholz, das mit Linoleum belegt war. Über Klappen im Fußboden konnte die Maschinenanlage gewartet werden. Das Fahrzeug besaß 62 gepolsterte Sitzplätze mit Armlehnen, zur damaligen Zeit eine Verbesserung des Reisekomforts. In der Literatur ist ein Foto des Fahrzeugs abgebildet. Es zeigt den Triebwagen mit fünf Seitenwandfenstern als vergrößerte Form der Ausführung WUMAG VT A 3099.
Angetrieben wurde das Fahrzeug ursprünglich von zwei Sechszylinder-Viertakt-Dieselmotoren mit der hohen Motorleistung von 190 PS. Die Kraftübertragung erfolgte ursprünglich über zwei Mylius-Getriebe und dazugehörige Achswendegetriebe, sie waren mit einer Drehmomentstütze versehen. Bei der Umbaumaßnahme wurde eine Maschinenanlage ausgebaut, und der Triebwagen wurde mit nur einem Motor von Horch auf eine Einmaschinenanlage mit lediglich 100 PS degradiert. Beheizt war das Fahrzeug über eine Warmwasserheizung, die so ausgelegt war, dass das Innere des Wagens bei −20 °C Außentemperatur auf +20 °C beheizt werden konnte.